# Мейвор, Фрейя
Фре́йя Ме́йвор (англ. Freya Mavor; 13 августа 1993, Глазго, Великобритания) — шотландская актриса, ставшая известной после исполнения роли Мини Макгиннесс в молодёжном сериале «Молокососы».

## Биография
Фрейя Мейвор родилась 13 августа 1993 года в городе Глазго в Великобритании. Её отец, Джеймс Мейвор, титулованный драматург, ведёт курс сценаристов в Эдинбургском университете Нейпира. Её дед, Рональд Бинго Мейвор, до того как стать главой Шотландского совета искусств, с 1960-х годов работал театральным критиком в «The Scotsman». Прапрадед Фрейи, Джеймс Брайди (настоящее имя Осборн Мейвор), изменил шотландский театральный уклад путём создания в 1950 году колледжа драмы, предтечи Шотландской академии музыки и драмы. Мать Фрейи имеет ирландские и датские корни.
Фрейя заинтересовалась актёрским искусством в возрасте 10 лет после просмотра фильма «Сияние». Некоторое время Фрейя с семьёй жила в Ла-Рошели, Франция. Она обучалась в Коллеже имени Эжена Фромантена (Ла-Рошель), в школе Мэри Эрскин в Эдинбурге и была членом Национального молодёжного театра с 2008 года. Впервые Мейвор примерила на себя роль актрисы в школе, сыграв Миранду в постановке «Бури» Шекспира, а также принимала участие в постановке «Венецианского купца» Шекспира в Национальном молодёжном театре.

## Карьера
В 2011 году состоялся профессиональный дебют Фрейи в роли Мини Макгиннесс в третьем поколении телесериала «Молокососы» канала E4, после того, как Мейвор пробовалась на роль Грейс Блад. Она описала своего персонажа как «довольно смелую и остроумную фигуру, однако совершенно не думающую о последствиях своих действий».
Фрейя стала лицом коллекции весна / лето 2011 года компании Pringle of Scotland.
В 2013 году Мейвор сыграла роль Николы Болл в романтической комедии Not Another Happy Ending. Впервые фильм был показан на заключительном вечере Эдинбургского кинофестиваля 2013 года. В том же году Фрейя снялась в роли Лиз в фильме «Солнце над Литом», адаптации мюзикла, основанного на стихах The Proclaimers; премьера фильма состоялась на кинофестивале в Торонто в 2013 году. В 2015 году Мейвор снялась во французском фильме «Дама в очках и с ружьём в автомобиле».
На телевидении в 2011 году Мейвор исполнила роль Елизаветы Йоркской в драме BBC One «Белая королева». Следующей телевизионной ролью Фрейи стала роль в историческом мини-сериале Channel 4 — «Новые миры», который рассказывает о событиях XVII века в Великобритании и США.

## Фильмография
| Год       |     | Русское название                     | Оригинальное название                             | Роль                      |
| --------- | --- | ------------------------------------ | ------------------------------------------------- | ------------------------- |
| 2011      | кор |                                      | Disco                                             | девушка в очереди         |
| 2011—2012 | с   | Молокососы                           | Skins                                             | Минерва «Мини» МакГиннесс |
| 2013      | кор |                                      | Hamburger                                         | девушка                   |
| 2013      | с   | Белая королева                       | The White Queen                                   | принцесса Елизавета       |
| 2013      | ф   | Не просто счастливый конец           | Not Another Happy Ending                          | Никола Болл               |
| 2013      | ф   | Солнце над Литом                     | Sunshine on Leith                                 | Лиз Хэншоу                |
| 2014      | с   | Новые миры                           | New Worlds                                        | Бэт Фэншейв               |
| 2015      | ф   | Дама в очках и с ружьём в автомобиле | La Dame dans l'auto avec des lunettes et un fusil | Дани                      |
| 2017      | ф   | Предчувствие конца                   | The Sense of an Ending                            | молодая Вероника Форд     |
| 2018      | ф   | Вы умрёте, или мы вернём вам деньги  | Dead in a Week: Or Your Money Back                | Элли                      |
| 2018      | ф   | Видок: Охотник на призраков          | L'Empereur de Paris                               | Аннетта                   |
| 2019      | с   | Вновь давным-давно                   | Il était une seconde fois                         | Луиза                     |
| 2022      | ф   | Шпион, которого не было              | Rogue Agent                                       | Мэй Хансен                |
| 2025      | ф   | Дэллоуэй                             | Dalloway                                          | Миа Уайт                  |

### Театральные постановки
| Год  | Название | Роль | Театр          |
| ---- | -------- | ---- | -------------- |
| 2013 | Boys     | Софи | Arcola Theatre |

## Награды и номинации
| Награды | Награды                 | Награды           | Награды    | Награды   |
| Год     | Премия                  | Категория         | Работа     | Итог      |
| ------- | ----------------------- | ----------------- | ---------- | --------- |
| 2011    | Scottish Fashion Awards | Модная икона года |            | Победа    |
| 2012    | TV Choice Awards        | Лучшая актриса    | Молокососы | Номинация |

## Личная жизнь
У Фрейи есть два брата — Хьюго и Алекс. Она свободно владеет французским и играет на пианино. В 2005 году она выступала в качестве меццо-сопрано в Национальном молодёжном хоре Шотландии. В 2012 году она заняла 78 место в списке 100 самых сексуальных женщин года по версии британского издания журнала FHM. В 2013 году журнал Screen International назвал её «звездой будущего Великобритании».